# Khersonski
Khersonski (en rus: Херсонский) és un poble (un khútor) de l'óblast de Vorónej, a Rússia, segons el cens del 2010 tenia 115 habitants.